# Liberdade (personificação)
O conceito de liberdade é frequentemente representado por personificações, muitas vezes mostradas vagamente como uma deusa clássica feminina. Os exemplos incluem Marianne, a personificação nacional da República Francesa e seus valores de Liberté, Égalité, Fraternité, e a mulher Liberdade retratada em obras de arte, em moedas dos Estados Unidos a partir de 1793, e muitas outras representações. Essas representações derivam de imagens em moedas romanas antigas da deusa romana Libertas e de vários desenvolvimentos a partir do Renascimento. A Donzela Holandesa foi uma das primeiras, reintroduzindo o barrete da liberdade em um mastro da liberdade apresentado em muitos tipos de imagem, embora não usando o estilo de barrete frígio que se tornou convencional. A Estátua da Liberdade de 1886 (Liberty Enlightening the World), de Frédéric Auguste Bartholdi, é um exemplo bem conhecido na arte, um presente da França para os Estados Unidos.

## Roma Antiga

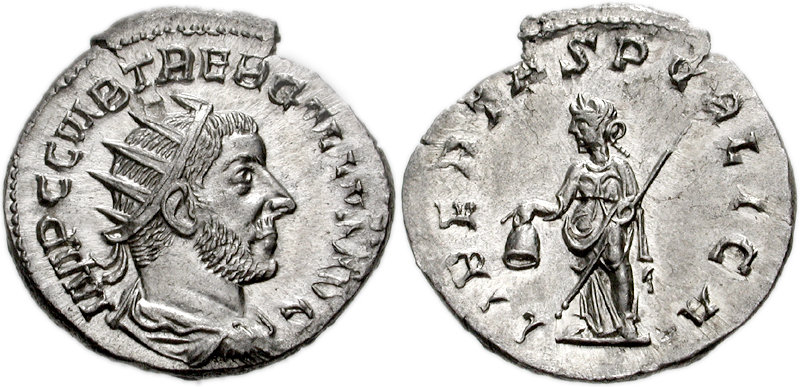
Moeda de Treboniano Galo (coincidentemente com uma coroa radiante) e “Libertas Publica” segurando um píleo e carregando sua vara. 251-253 D.C.

A antiga deusa romana Libertas foi homenageada durante a Segunda Guerra Púnica (218 a 201 a.C.) por um templo erguido no Monte Aventino, em Roma, pelo pai de Tibério Graco. Em um gesto altamente político, um templo para ela foi erguido em 58 a.C. por Públio Clódio Pulcro no local da casa de Marco Túlio Cícero, após ela ser destruída. Quando representada como uma figura em pé, no verso das moedas, ela geralmente segura, mas nunca usa, um píleo, o boné macio que simbolizava a concessão de liberdade a ex-escravos. Ela também carrega uma vara, que fazia parte da cerimônia de manumissão. No século XVIII, o píleo se transformou em um gorro frígio semelhante, carregado em uma haste por figuras da “Liberdade” de língua inglesa, e depois usado por Marianne e outras personificações do século XIX, como o “gorro da liberdade”.
Libertas foi importante durante a República Romana e, de certa forma, foi desconfortavelmente cooptado pelo império; não era visto como um direito inato, mas como concedido a alguns conforme a lei romana. Seu atributo do píleo apareceu na moeda Eid Mar [en] dos assassinos de Júlio César, defensores da república romana, entre dois punhais com a inscrição “EID MAR” (Eidibus Martiis - nos Idos de Março).

## Início do período moderno

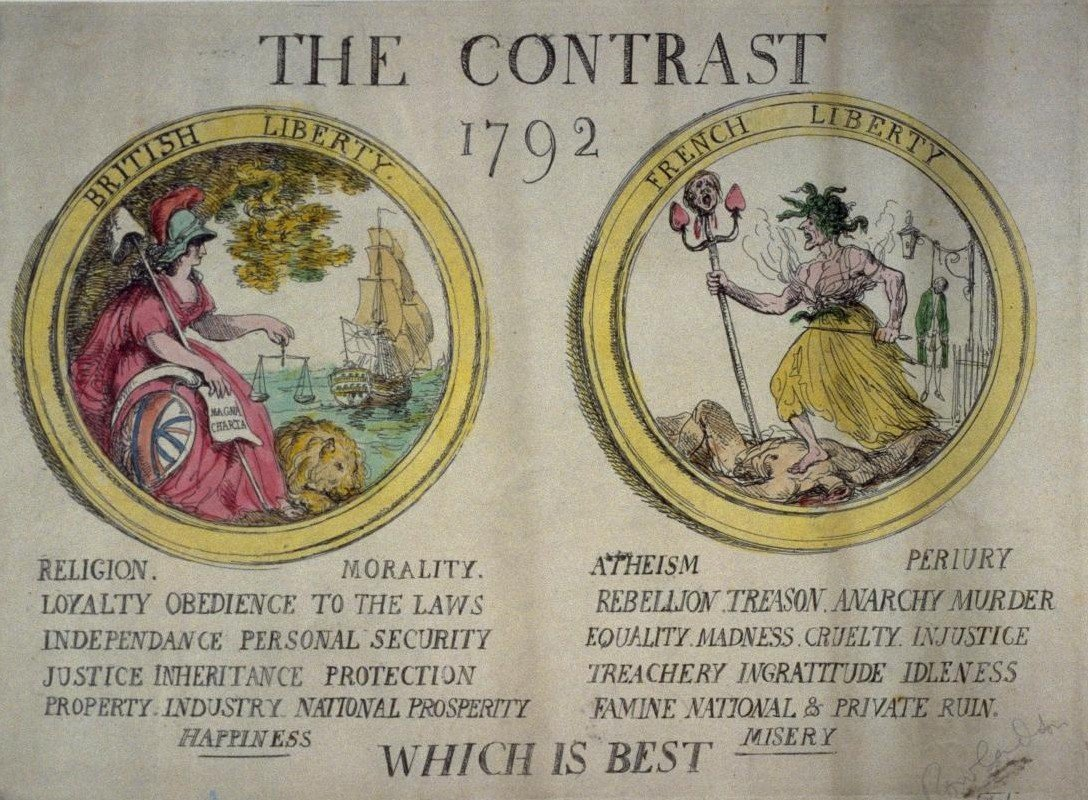
The Contrast: 1792: Which Is Best, de Thomas Rowlandson, um desenho animado antifrancês

A Liberdade guiando o povo, 1830, de Eugène Delacroix, com a moderna personificação nacional francesa Marianne

Grande Selo da Segunda República Francesa, 1848, com coroa radiante

As repúblicas medievais, principalmente na Itália, valorizavam muito sua liberdade e usavam a palavra com frequência, mas produziam muito poucas personificações diretas. Uma exceção, que mostra apenas o barrete da liberdade entre punhais, uma cópia das moedas dos assassinos de Júlio César, aparece em uma medalha cunhada por Lorenzino de' Medici [en] para comemorar o assassinato de seu primo Alessandro de' Medici, duque de Florença, em 1547. A liberdade aparece em livros de emblemas, geralmente com seu barrete; o mais popular, o Iconologia de Cesare Ripa, mostrava o barrete preso em um poste na edição de 1611.
Com o surgimento do nacionalismo e de novos estados, muitas personificações nacionalistas incluíam um forte elemento de liberdade, talvez culminando na Estátua da Liberdade. O longo poema Liberty, do escocês James Thomson (1734), é um longo monólogo falado pela “Deusa da Liberdade”, “caracterizada como a Liberdade Britânica”, descrevendo suas viagens pelo mundo antigo e, em seguida, pela história inglesa e britânica, antes que a resolução da Revolução Gloriosa de 1688 confirme sua posição ali. Thomson também escreveu a letra de Rule Britannia!, e as duas personificações eram frequentemente combinadas como uma “Liberdade Britânica” personificada.
Um grande monumento, originalmente chamado de “Column of British Liberty” (Coluna da Liberdade Britânica), agora geralmente chamado apenas de “Column to Liberty” (Coluna da Liberdade), foi iniciado na década de 1750 em sua propriedade em Gibside, nos arredores de Newcastle-on-Tyne, pelo extremamente rico Sir George Bowes, refletindo sua política Whig. Situado no topo de uma colina íngreme, o monumento em si é mais alto do que a Coluna de Nelson, em Londres, e é encimado por uma figura feminina de bronze, originalmente dourada, carregando um barrete da liberdade em uma haste. Em outras imagens, ela assumiu a forma sentada, já muito familiar nas moedas de cobre britânicas, onde Britannia apareceu pela primeira vez em 1672, com escudo, mas carregando o barrete em uma haste como uma haste da liberdade, em vez de seu tridente habitual.
No período que antecedeu a Guerra da Independência Americana, essa figura combinada de Britannia/Liberdade foi atraente para os colonos americanos que lutavam por um conjunto completo de direitos civis britânicos e, a partir de 1770, alguns jornais americanos a adotaram em seu cabeçalho. Quando a guerra eclodiu, o elemento Britannia desapareceu rapidamente, mas uma Liberdade de aparência clássica ainda era atraente e, às vezes, era rotulada apenas como “América”. Na década de 1790, Columbia, que já estava presente na literatura há algumas décadas, surgiu como um nome comum para essa figura. Sua posição foi consolidada pela canção popular Hail, Columbia [en] (1798).
Na época da Revolução Francesa, o tipo moderno de imagem estava bem estabelecido, e a figura francesa adquiriu o nome de Marianne a partir de 1792. Ao contrário de seus antecessores, ela usava normalmente o barrete da liberdade na cabeça, em vez de carregá-lo em uma vara ou lança. Em 1793, a catedral de Notre Dame de Paris foi transformada em um “Templo da Razão [en]” e, por um breve período, a Deusa da Liberdade substituiu a Virgem Maria em vários altares.
O Grande Selo da França [en], aplicado às cópias oficiais da legislação, tinha uma Marianne com o barrete frígio da liberdade desde 1792, até ser substituído no ano seguinte por um Hércules de Jacques-Louis David. Uma Liberdade em pé, com fasces e barrete em uma haste, estava no selo do Consulado Francês de Napoleão, antes de ser substituída por sua cabeça. A Liberdade retornou ao selo com a Segunda República Francesa em 1848, sentada em meio a símbolos da agricultura e da indústria, desenhada por Jacques-Jean Barre. Ela carrega fasces em seu colo, agora usa uma coroa radiante com sete pontas ou raios e se apoia em um leme. Após um hiato com o Segundo Império Francês, uma versão do desenho de 1848 foi usada pela Terceira República Francesa e pelas repúblicas subsequentes até os dias atuais. A coroa radiante, nunca usada na antiguidade para Libertas (mas para o deus Sol Invictus e alguns imperadores posteriores), foi adotada por Frédéric Auguste Bartholdi para a Estátua da Liberdade. Isso foi concebido na década de 1860, sob a Segunda República Francesa, quando a Liberdade não aparecia mais no selo ou na iconografia oficial francesa. O leme do Grande Selo foi outro empréstimo original da iconografia clássica. Na arte romana, ele era o atributo usual da Fortuna, ou “Dama da Sorte”, representando seu controle sobre as fortunas mutáveis da vida.
Além dessas representações dignas, todas essas figuras figuravam com muita frequência nas charges políticas que estavam se tornando extremamente populares em todos os países envolvidos nesse período. As guerras napoleônicas produziram uma abundância de caricaturas de todos os lados.
No século XIX, várias personificações nacionais assumiram essa forma, algumas usando o barrete da liberdade. A Donzela Holandesa, acompanhada pelo Leão Belga [en], tornou-se o símbolo oficial da República da Batávia, estabelecida depois que os franceses ocuparam os Países Baixos.

## Representações nos Estados Unidos
Nos Estados Unidos, a “Liberdade” é frequentemente representada com estrelas de cinco pontas, como aparecem na bandeira americana, geralmente seguradas em uma mão levantada. Outra mão pode segurar uma espada que aponta para baixo. As representações conhecidas pelos estadunidenses incluem as seguintes:
- A Estátua da Liberdade (Liberty Enlightening the World), suas réplicas e sua representação em muitos selos postais e moedas dos EUA
- Muitas denominações de moedas americanas retratam a Liberdade em desenhos de busto, vista lateral e figura completa;
- As bandeiras dos estados de Nova York e Nova Jersey (juntamente com várias placas e itens de propriedade pública com o selo de Nova Jersey)
- Na cúpula do Capitólio dos EUA como Freedom (Liberdade)
- Na cúpula do Capitólio do Estado da Geórgia como Miss Freedom
- Na cúpula do Capitólio do Estado do Texas
- Na cúpula do Capitólio do Estado de Wisconsin, como Wisconsin
- Na cúpula do Tribunal do Condado de Allen em Fort Wayne, Indiana
- Na cúpula do Tribunal do Condado de Bergen em Hackensack, Nova Jersey[23]
- No topo do Yorktown Victory Monument, no campo de batalha de Yorktown, perto de Yorktown, Virgínia
- Nas moedas da União e da Confederação

Nas primeiras décadas do século XX, a Liberdade substituiu principalmente a Colúmbia, que foi amplamente usada como a personificação nacional dos EUA durante o século XIX.

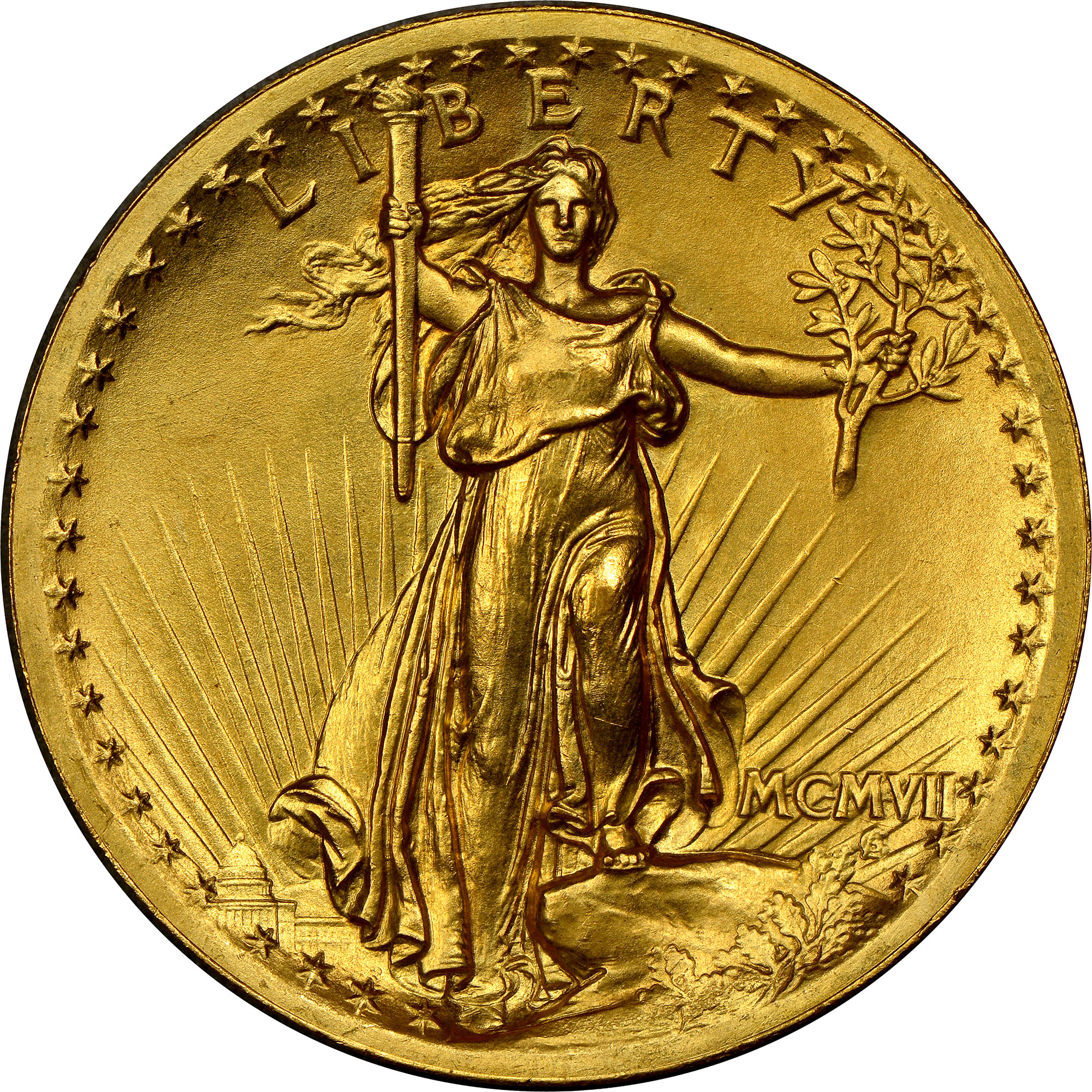
A deusa Liberdade é retratada na moeda de águia dupla (20 dólares) em alto relevo dos Estados Unidos da América, desenhada por Augustus Saint-Gaudens.
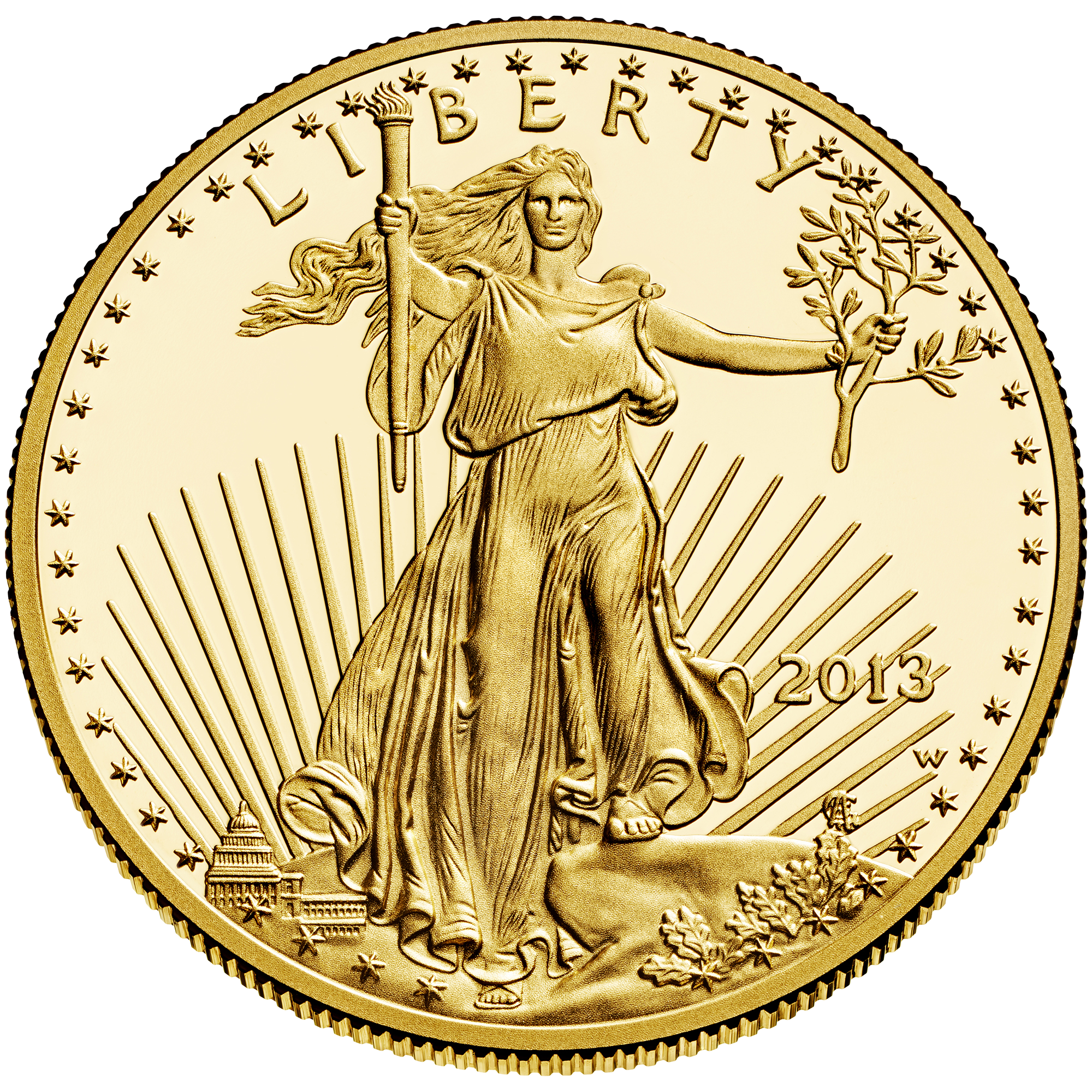
O anverso da American Gold Eagle, uma moeda de ouro em produção atual, desenhada por Saint-Gaudens
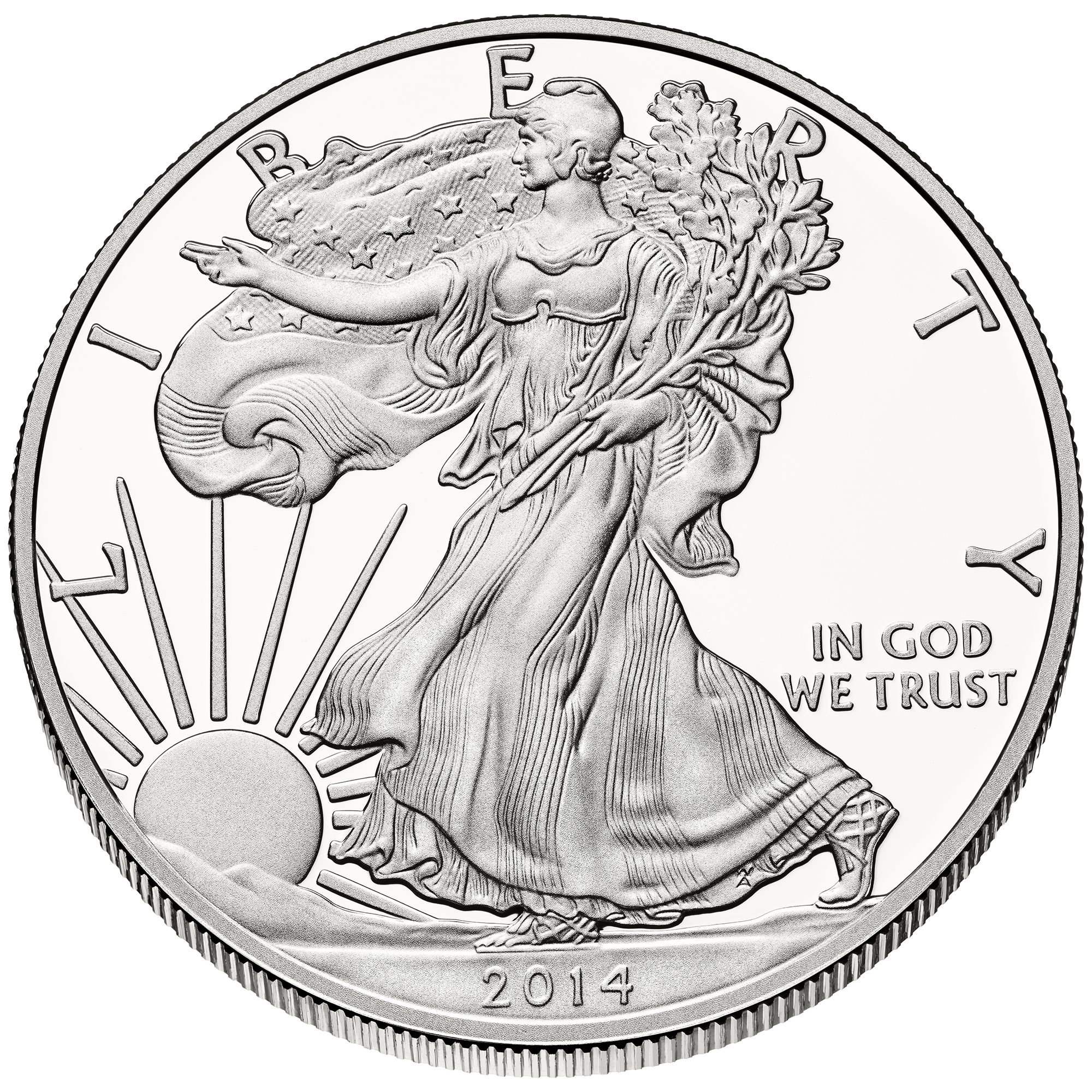
Anverso da American Silver Eagle, uma moeda de prata em produção atual, de um desenho de Adolph A. Weinman
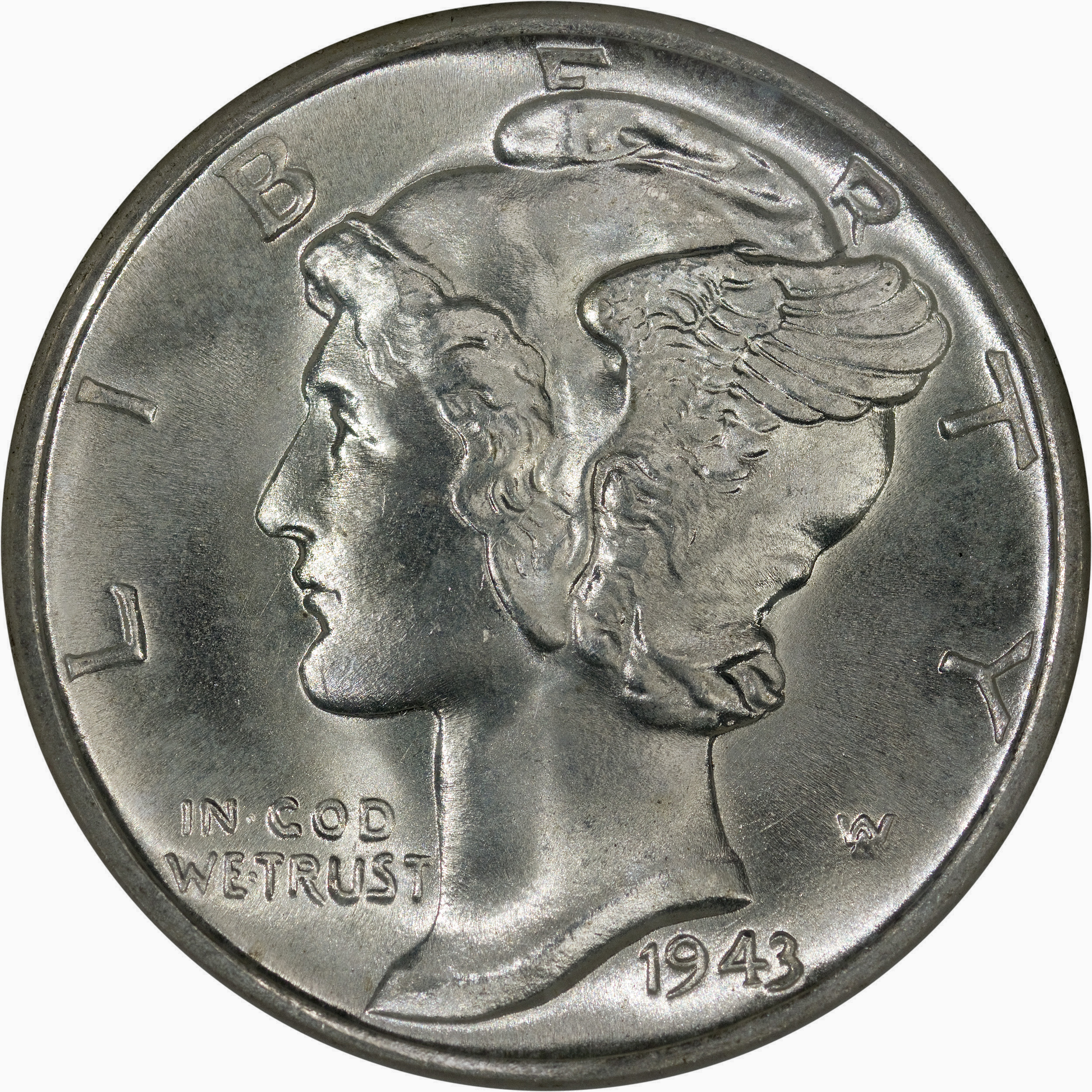
Uma jovem Liberdade, com gorro alado, no anverso da moeda de dez centavos Winged Liberty Head, que ficou conhecida (incorretamente) como Mercury dime, desenhada por Weinman e emitida nos EUA entre 1916 e 1945
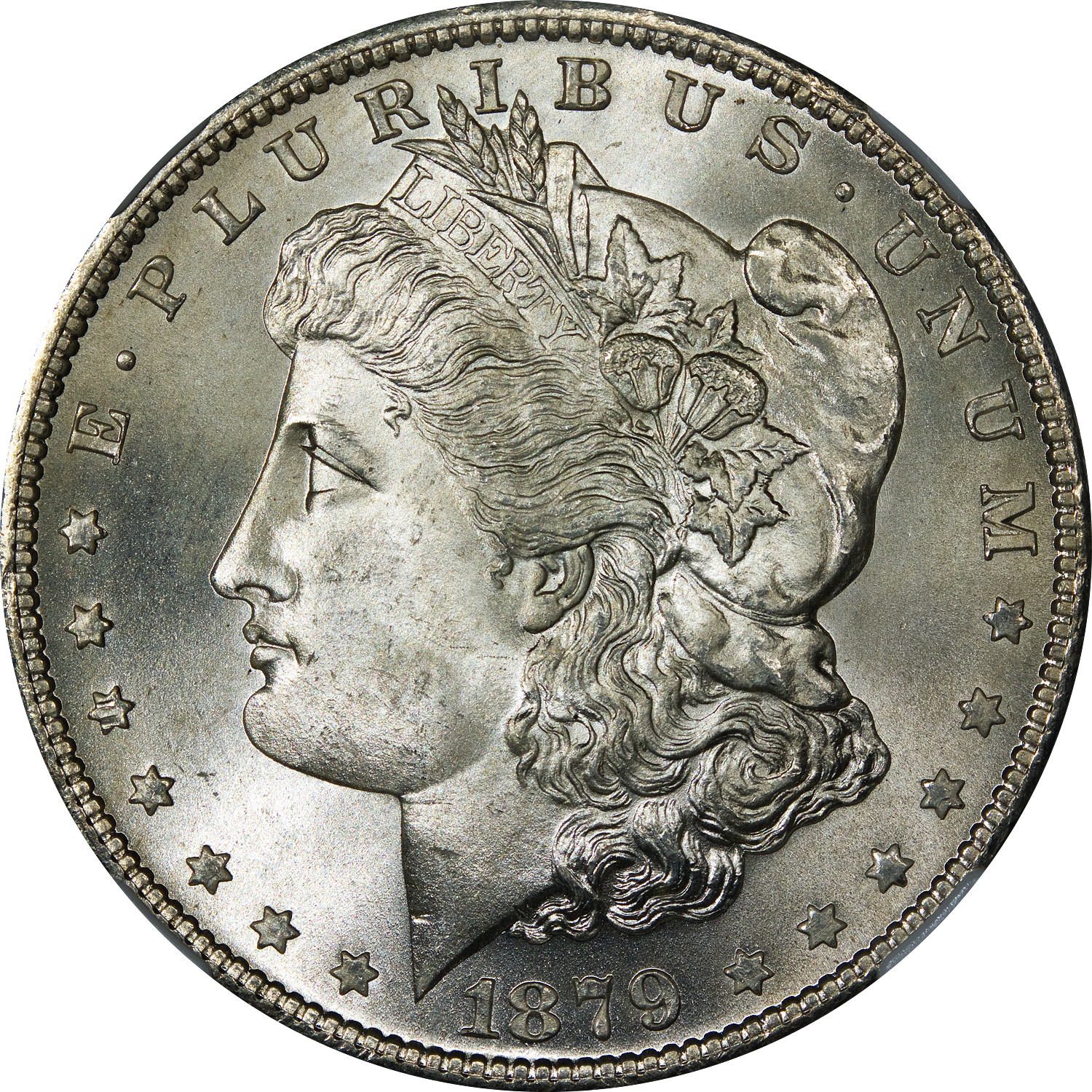
A liberdade retratada usando um barrete frígio no anverso do dólar de prata Morgan, desenhado por George T. Morgan
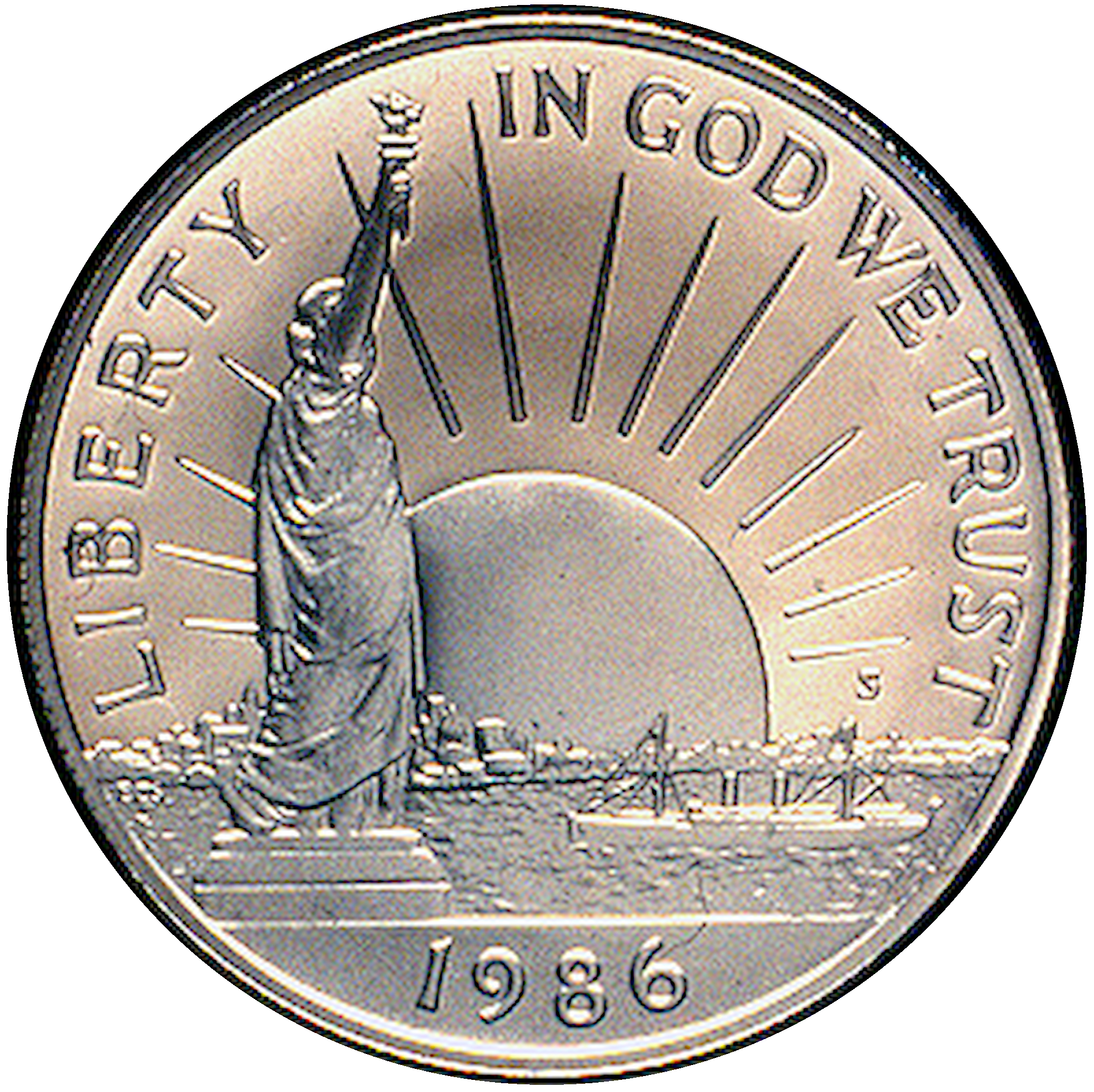
Liberty Enlightening the World retratada no anverso de seu meio dólar comemorativo do 100º aniversário da Estátua da Liberdade, em 1986